# Okręty podwodne typu S-3
Okręty podwodne typu S-3 – skonstruowany przez Bureau of Construction and Repair amerykański typ okrętów podwodnych należący do typu 'S'. Piętnaście okrętów tego typu zostało zbudowanych w oparciu o projekt marynarki amerykańskiej konkurujący z przedstawionymi do konkursu US Navy na jednostki tej serii projektami prywatnych stoczni Electric Boat i Lake Torpedo Boat.